# 巴里号驱逐舰 (DDG-52)
巴里号驱逐舰（USS Barry DDG-52）是美国海军阿利·伯克级驱逐舰的第二艘，以“美国海军之父”、獨立戰爭時代大陸海軍准將约翰·巴里命名，是美國海軍第四艘以其為名的驅逐艦。
巴里号驱逐舰于1990年2月26日在密西西比州帕斯卡古拉的英戈尔斯造船厂安放龙骨，1991年5月10日下水，1992年12月12日服役。
2020年面对中国人民解放军对台施压，在4月12日、4月25日、10月14日，多次驶经台湾海峡，以遏制中国解放军的影响。